# Phytometra cincta
Phytometra cincta är en fjärilsart som beskrevs av Turati. Phytometra cincta ingår i släktet Phytometra och familjen nattflyn. Inga underarter finns listade i Catalogue of Life.